# Eric Go
Eric Go (12 de enero de 1984) es un deportista estadounidense que compitió en bádminton. Ganó una medalla de bronce en los Juegos Panamericanos de 2007, en la prueba individual.

## Palmarés internacional
| Juegos Panamericanos | Juegos Panamericanos    | Juegos Panamericanos | Juegos Panamericanos |
| Año                  | Lugar                   | Medalla              | Prueba               |
| -------------------- | ----------------------- | -------------------- | -------------------- |
| 2007                 | Río de Janeiro (Brasil) | Medalla de bronce    | Individual           |